# توماس ماسون
توماس ماسون (بالإنجليزية: Thomas B. Mason) هو محامي وممثل أمريكي، ولد في 12 يناير 1919 في الولايات المتحدة، وتوفي بنفس المكان في 9 مارس 2007.

## وصلات خارجية
- توماس ماسون على موقع IMDb (الإنجليزية)
- توماس ماسون على موقع قاعدة بيانات الفيلم (الإنجليزية)
- توماس ماسون على موقع كينوبويسك (الروسية)